# Trichotoca
Trichotoca is een geslacht van insecten uit de familie Cecidomyiidae (galmuggen). De wetenschappelijke naam van het geslacht is voor het eerst geldig gepubliceerd in 2008 door Jaschhof en Jaschhof.

## Soorten
De volgende soorten zijn bij het geslacht ingedeeld:
- Trichotoca edentula Jaschhof & Jaschhof, 2008[1]
- Trichotoca fraterna (Jaschhof, 2000)[3]
  - = Catotricha fraterna Jaschhof, 2000